# U nás ve Springfieldu
U nás ve Springfieldu (v anglickém originále Guiding Light, do roku 1975 The Guiding Light) je americký rozhlasový a televizní seriál z let 1937–2009, nejdéle vysílaná mýdlová opera na světě. Je zapsána v Guinnessově knize rekordů jako nejdéle běžící televizní drama v americké historii.
Rozhlasové vysílání seriálu U nás ve Springfieldu začalo dne 25. ledna 1937 na NBC Radio. Jeho tvůrkyní byla Irna Phillips. Dne 2. června 1947 byl seriál přesunut na CBS Radio. Dne 30. června 1952 bylo zahájeno televizní vysílání seriálu na stanici CBS. I po svém televizním debutu pokračovalo rozhlasové vysílání souběžně s televizním, a to až do 29. června 1956.
V roce 1968 došlo k prodloužení jednotlivých epizod seriálu z 15 na 20 minut, v roce 1977 byly díly na 40 minut. Dne 6. září 2006 byla odvysílána 15 000. televizní epizoda.
Dne 1. dubna 2009 stanice CBS oznámila, vzhledem k nízké sledovanosti, zrušení seriálu U nás ve Springfieldu. Poslední díl byl odvysílán 18. září 2009, tedy 72 let od zahájení vysílání v rozhlasu a 57 let od započetí televizního vysílání.